# Џакарта (музичка група)
Џакарта (оригиналан назив Jakarta) био је српски (југословенски) рок састав из Београда.

## Историја групе
Групу су 1981. године основали гитариста Јане Парђовски и певач Игор Поповић. Након неколико измена, у саставу су се поред њих двојице, усталили басиста Раде Булатовић, клавијатуриста Милош Петровић и бубњар Иван Феце. Деби албум „Маске за двоје“, објавили су 1984. године. На овом албуму, нашли су се фанк-рок хитови Спиритус и Позови ме. Поповић је 1985. учествовао у реализацији компилацијског албума „Вентилатор 202“ певајући песму Арабија Митра Суботића и у пројекту Ју рок мисија. Други албум, „Бомба у грудима“ снимљен је 1986. године. Овај албум снимили су са новим бубњарем, Мирославом Карловићем, у поп рок оријентацији. Након овог албума, група се распала. Петровић и Булатовић су се окренули џез музици, Поповић се преселио у Италију, а Парђовски се повукао са музичке сцене.
Децембра 2013. група се поново окупила ради реализације компилацијског албума „Сан је јак“, на којем се налази 12 песама из периода 1982 - 1986.
Милош Петровић и Јане Парђовски нису дочекали поновно окупљање групе. Петровић је преминуо 2010. године, а Парђовски погинуо 2011.

## Дискографија

### Студијски албуми
- 1984. Маске за двоје
- 1986. Бомба у грудима

### Компилацијски албуми
- 2014. Сан је јак

### Синглови
- 1983. Америка/Пут у Бајано
- 1984. Спиритус/Проблем
- 1985. Освојићу свет/Освојићу свет (инструментал)